# Шварцшилдов полупречник
 Шварцшилдов полупречник или  Шварцшилдов радијус је удаљеност од средишта црне рупе на којој се налази хоризонт догађаја. Појам користе физичари, астрономи, посебно у вези теорије гравитације и опште теорије релативитета. Име је добио по немачком астрофизичару Карлу Шварцшиллду, који је 1917. године пронашао решење Ајнштајнових једначина за статичну сферносиметричну расподелу масе. Нумерички је приближно Шварцшилдов полупречник црне рупе масе М:
{\displaystyle R_{g}\approx 3km\times M/M_{Sunce}}
Ово значи да је за Сунце 3 km, а за Земљу 9 mm. У Случају ротирајуће црне рупе формула је мало различита. Ни једна честица ни светлост не могу побећи изнутра напоље. Шварцшилдов полупречник за црну рупу која се налази у нашем галактичком центру је 7,8 милиона km.
Шварцшилдов полупречник лопте хомогене густине једнаке критичној густини је једнака полупречнику видљиве васионе.

## Формула Шварцшилдовог полупречника
Шврцшилдов полупречник је сразмеран маси, са константом прорпорционалности која укључује гравитациону константу и брзину светлости. Сама формула се добија када се брзина светлости постави као брзина бежања из црне рупе, и добије
{\displaystyle r_{s}={\frac {2Gm}{c^{2}}}}
где је
{\displaystyle r_{s}} Шварцшилдов полупречник
{\displaystyle G} гравитациона константа, тј. 6.67 × 10-11 N m² / kg2;
m маса свемирског објекта, звезде, галаксије; и
c² је квадрат брзине светлости, што је (299,792,458 m/s)² = 8.98755 × 1016 m²/s².
Константа сразмере, {\displaystyle 2G/c^{2}}, је приближно 1.48 × 10−27 m / kg.
Ово значи да се једначина, коначно, може написати као
{\displaystyle r_{s}=m\times 1.48\times 10^{-27}\,}
где је {\displaystyle r_{s}} у метрима и {\displaystyle m} у килограмима.
Приметимо да, мада је резултат исправан, једино општа теорија релативитета даје потпуно исправан резултат. Потпуна је случајност што се применом класичне, Њутновске физике добија исти резултат.

## Историја
Године 1916, Карл Шварцшилд је добио тачно решење Ајнштајнових једначина поља за гравитационо поље изван неротирајућег, сферно симетричног тела са масом {\displaystyle M} (погледајте Шварцшилдова метрика). Решење је садржало термине облика {\displaystyle 1-{r_{s}}/r} and {\displaystyle {\frac {1}{1-{r_{s}}/r}}}, који постају сингуларни при {\displaystyle r=0} и {\displaystyle r=r_{s}} респективно. Величина {\displaystyle r_{s}} је постала познат као Шварцшилдов радијус. О физичком значају ових сингуларности расправљало се деценијама. Утврђено је да је {\displaystyle r=r_{s}} координатна сингуларност, што значи да је артефакт одређеног система координата који су коришћени; док је онај код {\displaystyle r=0} просторно-временска сингуларност и не може се уклонити. Шварцшилдов полупречник је ипак физички релевантна величина, као што је наведено изнад и испод.
Овај израз је претходно израчунат, користећи Њутнову механику, као полупречник сферно симетричног тела при коме је излазна брзина једнака брзини светлости. Идентификовали су га у 18. веку Џон Мичел и Пјер-Симон Лаплас.

## Parameters
Шварцшилдов полупречник објекта је пропорционалан његовој маси. Сходно томе, Сунце има Шварцшилдов радијус од приближно 3,0 km (1,9 mi), док је Земљин само око 9 mm (0,35 in), а Месечев око 0,1 mm (0,0039 in). Маса видљивог свемира има Шварцшилдов полупречник од приближно 13,7 милијарди светлосних година.
| Објекат                                                  | Маса {\textstyle M} | Шварцшилдов полупречник {\textstyle {\frac {2GM}{c^{2}}}} | Стварни полупречник {\textstyle r} | Шварцшилдов густина {\textstyle {\frac {3c^{6}}{32\pi G^{3}M^{2}}}} или {\textstyle {\frac {3c^{2}}{8\pi Gr^{2}}}} |
| -------------------------------------------------------- | ------------------- | --------------------------------------------------------- | ---------------------------------- | --- |
| Видљиви свемир                                           | 8,8×1052 kg         | 1,3×1026 m (13,7 милијарда ly)                            | 4,4×1026 m (46,5 милијарда ly)     | 9,5×10-27 kg/m³ |
| Млечни пут                                               | 1,6×1042 kg         | 2,4×1015 m (0,25 ly)                                      | 5×1020 m (52,9 хиљада ly)          | 0,000029 kg/m³ |
| TON 618 (највећа позната црна рупа)                      | 1,3×1041 kg         | 1,9×1014 m (~1300 AU)                                     |                                    | 0,0045 kg/m³ |
| SMBH у NGC 4889                                          | 4,2×1040 kg         | 6,2×1013 m (~410 AU)                                      |                                    | 0,042 kg/m³ |
| SMBH у Messier 87                                        | 1,3×1040 kg         | 1,9×1013 m (~130 AU)                                      |                                    | 0,44 kg/m³ |
| SMBH у галаксији Андромеда                               | 3,4×1038 kg         | 5,0×1011 m (3,3 AU)                                       |                                    | 640 kg/m³ |
| Sagittarius A* (SMBH у Млечном путу)                     | 8,262×1036 kg       | 1,227×1010 m (0,08 AU)                                    |                                    | 1,0678×106 kg/m³                                                                                                   |
| SMBH у NGC 4395                                          | 7,1568 × ×1035 kg   | 1,062×109m (1,53 R☀️)                                     |                                    | 1,4230×108 kg/m³                                                                                                   |
| Потенцијална црна рупа средње величине у HCN-0.009-0.044 | 6,3616 × ×1034 kg   | 9,44×108 m (14,8 R🜨)                                      |                                    | 1,8011×1010 kg/m³                                                                                                  |
| Резултирајућа средња црна рупа од GW190521 спајања       | 2,823×1032 kg       | 4,189×105 m (0,066 R🜨)                                    |                                    | 9,125×1014 kg/m³                                                                                                   |
| Сунце                                                    | 1,99×1030 kg        | 2,95×103 m                                                | 7,0×108 m                          | 1,84×1019 kg/m³ |
| Јупитер                                                  | 1,90×1027 kg        | 2,82 m                                                    | 7,0×107 m                          | 2,02×1025 kg/m³ |
| Земља                                                    | 5,97×1024 kg        | 8,87×10-3 m                                               | 6,37×106 m                         | 2,04×1030 kg/m³ |
| Месец                                                    | 7,35×1022 kg        | 1,09×10-4 m                                               | 1,74×106 m                         | 1,35×1034 kg/m³ |
| Сатурн                                                   | 5,683×1026 kg       | 8,42×10-1 m                                               | 6,03×107 m                         | 2,27×1026 kg/m³ |
| Уран                                                     | 8,681×1025 kg       | 1,29×10-1 m                                               | 2,56×107 m                         | 9,68×1027 kg/m³ |
| Нептун                                                   | 1,024×1026 kg       | 1,52×10-1 m                                               | 2,47×107 m                         | 6,97×1027 kg/m³ |
| Меркур                                                   | 3,285×1023 kg       | 4,87×10-4 m                                               | 2,44×106 m                         | 6,79×1032 kg/m³ |
| Венера                                                   | 4,867×1024 kg       | 7,21×10-3 m                                               | 6,05×106 m                         | 3,10×1030 kg/m³ |
| Марс                                                     | 6,39×1023 kg        | 9,47×10-4 m                                               | 3,39×106 m                         | 1,80×1032 kg/m³ |
| Човек                                                    | 70 kg               | 1,04×10-25 m                                              | ~5×10-1 m                          | 1,49×1076 kg/m³ |
| Планкова маса                                            | 2,18×10-8 kg        | 3,23×10-35 m                                              | (две Планкове дужине)              | 1,54×1095 kg/m³ |